# بلسانة (غرناطة)
بِلِسانة هي مدينة ومنطقة إسبانية تابعة لبلدية فيغاس الشنيل في في مقاطعة غرناطة في منطقة الأندلس المتمتعة بالحكم الذاتي. تقع في الجزء الأوسط من منطقة فيغا الغرناطية. تقع مدن عمروس وقرية قولر وسانتا في بقربها.